# Kirchlauter
Kirchlauter település Németországban, azon belül Bajorországban. Lakosainak száma 1327 fő (2023. december 31.).

## Népesség
A település népessége az elmúlt években az alábbi módon változott:
| Lakosok száma | 1369 | 758  | 1384 | 1375 | 1332 | 1318 | 1317 | 1324 | 1323 | 1327 |
|               | 1970 | 1975 | 2011 | 2012 | 2014 | 2015 | 2017 | 2019 | 2022 | 2023 |